# La Famille trahie
Pour plus de détails, voir Fiche technique et Distribution.
La Famille trahie ou Mafia : La Trahison de Gotti (Witness to the Mob) est un téléfilm américain réalisé par Thaddeus O'Sullivan et diffusé en 1998.

## Synopsis
L'ascension et la chute de Sammy Gravano, membre de la famille Gambino, qui allait devenir le lieutenant du parrain John Gotti, avant de devenir une balance pour le gouvernement et le FBI.

## Fiche technique
- Réalisation : Thaddeus O'Sullivan
- Scénario : Stanley Weiser
- Productrice : Caroline Baron
- Producteurs exécutifs : Robert De Niro, Brad Epstein, Jane Rosenthal
- Productrices associés : Pamela Reis, Amy Sayres
- Musique : Stephen Endelman, Sonny Kompanek
- Directeur de la photographie : Frank Prinzi
- Montage : David Ray
- Distribution des rôles : Ilene Starger
- Création des décors : Wynn Thomas
- Direction artistique : Randall Richards, Fredda Slavin
- Décorateur de plateau : Alan Hicks
- Création des costumes : Daniel Orlandi (en)

## Distribution
- Nicholas Turturro (VF : Mark Lesser) : Sammy « The Bull » Gravano
- Tom Sizemore (VF : Patrick Floersheim) : John Gotti
- Debi Mazar (VF : Malvina Germain) : Deborah Gravano
- Abe Vigoda (VF : Henry Djanik) : Paul Castellano
- Philip Baker Hall : Toddo Aurello
- Frank Vincent (VF : Richard Leblond) : Frankie DeCicco
- Lenny Venito : Sal DiMaggio
- Johnny Williams : Angelo Ruggiero
- Frankie Valli (VF : Mario Santini) : Frank « Franky » LoCascio
- Michael Imperioli (VF : Éric Legrand) : Louie Milito
- Vincent Pastore (VF : Bernard Métraux) : Mikey De Batt
- Michael Ryan Segal : Nicky Cowboy
- Richard Bright : Joe (Old Man) Paruta
- Chris Cenatiempo : Jimmy Falcona
- John Cenatiempo (it) : Jake Falcone
- Steven Randazzo : Jimmy Rotondo
- Richard Council (en) (VF : Jean-Pierre Moulin) : Louie Di Bono
- Kirk Acevedo (VF : Yann Le Madic) : Nicky Scibeda, le beau-frère de Sammy
- Nicholas Kepros : Vincent « The Chin »
- Jessica DiCicco : Karen
- Kathrine Narducci : Linda Milito
- Arthur J. Nascarella (en) (VF : Hervé Jolly) : Bruce Mouw
- Jason Robards III : Andrew Maloney
- Christopher Lawford (VF : Hervé Bellon) : le procureur John Gleeson
- Robert Modica : Albert Krieger
- Peter Appel : Eddie Garafolo
- Sam Coppola (VF : William Sabatier) : le juge Leo Glasser
- Michael Goldfinger (VF : Patrice Dozier) : Bruce Cutler
- Frank Minucci (VF : Jean-Claude Sachot) : Norman Du Ponte
- Paul Borghese (VF : Lionel Melet) : Tony
- Gaetano LoGiudice (VF : Hervé Jolly) : le garde du corps de Gotti
- Adam J. Roth : le peintre apposant sa signature
- Drena De Niro : la fille du salon de beauté
- Jeffrey Donovan (VF : Cyrille Monge) : l'agent du FBI no 1
- Sean Gavigan (VF : Vincent Violette) : l'agent du FBI no 2
- Boris McGiver : l'agent du FBI no 3
- Michael Medeiros (VF : Patrick Laplace) : le père Ribiero
- Lance Reddick (VF : Éric Aubrahn) : le premier membre du jury au deuxième procès
- José Ramón Rosario (VF : Hervé Jolly) : le gardien de prison
- Michael Rothberger (VF : David Krüger) : le gardien de nuit
- Leonardo Cimino : Aniello « Neil » Dellacroce
- Tony Sirico (VF : Mario Santini) : Tommy Gambino (non crédité)

 Source et légende : version française (VF) sur RS Doublage et selon le carton du doublage français.